# Locustella montis
El zarzalero de Java (Locustella montis) es una especie de ave paseriforme de la familia Locustellidae endémica de Java, Bali y Timor.

## Distribución y hábitat
El zarzalero de Java se encuentra únicamente en las montañas del este la isla de Java, Bali y Timor.